# Super Plus (Album)
Super Plus ist das erste Kollaboalbum der deutschen Rapper Azet und Zuna. Es erschien am 8. März 2019 über das Label KMN Gang als Standard-Edition und als Boxset, inklusive u. a. Badeschuhen, einem Poster und einem Badetuch.
Am 16. September 2022 erschien mit Ultra Plus das Nachfolgealbum der beiden Rapper.

## Produktion
Der Großteil des Albums wurde vom Musikproduzenten Lucry produziert (11 Songs). Zudem waren an der Produktion verschiedener Titel Jugglerz (5), The Royals (2), A-Boom, The Cratez, Abaz und Sky Adams (je 1) tätig.

## Covergestaltung
Das Albumcover zeigt im Vordergrund beide Interpreten nachts vor einer Tankstelle. Zuna steht und trägt eine weiß-schwarze Jacke, während Azet in einem weißen Pullover gekleidet hockt. Um sie herum befinden sich verschiedene Autos, meist Sportwagen, unter anderem ein grüner Lamborghini am linken Bildrand sowie ein weißer Lamborghini rechts am Rand. Oben befindet sich der Schriftzug „KMN Gang präsentiert“, der Albumtitel „Super Plus“ und die Namen der Künstler, „Azet & Zuna“, jeweils in Versalien, unten mittig ist das Logo der KMN Gang abgebildet, jeweils in weiß.

## Gastbeiträge
Auf drei Liedern des Albums sind neben den Protagonisten weitere Künstler vertreten. So hat Nash einen Gastauftritt in der Single Crack Koks Piece Unternehmen 1, während Miami Yacine auf dem Song Geld verdammt zu hören ist, beide Rapper gehören der Dresdner KMN Gang an. Zudem ist Nese Don eine Zusammenarbeit mit dem österreichischen Musiker RAF Camora.

## Titelliste
| Nr.          | Titel                                       | Produzent(en)           | Länge |
| ------------ | ------------------------------------------- | ----------------------- | ----- |
| 1.           | Kamehameha                                  | Lucry, Jugglerz, A-Boom | 2:40  |
| 2.           | Lelele                                      | Lucry                   | 3:10  |
| 3.           | Zieh                                        | Lucry                   | 2:32  |
| 4.           | Hallo Hallo                                 | Jugglerz                | 2:46  |
| 5.           | Fragen                                      | The Royals, The Cratez  | 2:56  |
| 6.           | Geld verdammt (feat. Miami Yacine)          | Lucry, Abaz             | 2:33  |
| 7.           | Skam Koh                                    | Lucry                   | 3:06  |
| 8.           | Wenn die Sonne untergeht                    | Lucry                   | 2:57  |
| 9.           | Pare                                        | Lucry, Sky Adams        | 2:55  |
| 10.          | Nese Don (feat. RAF Camora)                 | Lucry, The Royals       | 2:39  |
| 11.          | Pam Pam                                     | Lucry, Jugglerz         | 2:54  |
| 12.          | Ghetto                                      | Jugglerz                | 2:56  |
| 13.          | Crack Koks Piece Unternehmen 1 (feat. Nash) | Lucry                   | 3:54  |
| 14.          | Ist es wahr                                 | Lucry, Jugglerz         | 3:11  |
| Gesamtlänge: | Gesamtlänge:                                | Gesamtlänge:            | 41:09 |

## Charterfolge und Singles
Super Plus stieg am 15. März 2019 auf Platz eins in die deutschen Albumcharts ein. Insgesamt konnte es sich 20 Wochen in den Top 100 halten, davon zwei Wochen in den Top 10. In der Schweizer Hitparade erreichte das Album am 17. März 2019 Rang zwei und konnte sich insgesamt 25 Wochen in dieser platzieren. Am 22. März 2019 stieg das Album ebenfalls in den Ö3 Austria Top 40 auf der Spitzenposition ein, dort konnte es sich 17 Wochen in der Hitparade halten.
Der Tonträger erreichte darüber hinaus die Spitzenposition der deutschen Hip-Hop-Charts und war insgesamt 24 Wochen in diesen vertreten. Des Weiteren konnte sich das Album an der Chartspitze der deutschen deutschsprachigen Albumcharts platzieren.
In den deutschen Jahrescharts 2019 belegte Super Plus Rang 90, in Österreich Platz 71 und in der Schweiz Position 42.
| ChartsChartplatzierungen | Höchstplatzierung | Wochen |
| ------------------------ | ----------------- | ------ |
| Deutschland (GfK)        | 1 (20 Wo.)        | 20     |
| Österreich (Ö3)          | 1 (17 Wo.)        | 17     |
| Schweiz (IFPI)           | 2 (25 Wo.)        | 25     |

| ChartsJahrescharts (2019) | Platzierung |
| ------------------------- | ----------- |
| Deutschland (GfK)         | 90          |
| Österreich (Ö3)           | 71          |
| Schweiz (IFPI)            | 42          |

Die erste Single Skam Koh wurde am 23. November 2018 zum Download ausgekoppelt und stieg in Deutschland, Österreich und der Schweiz in die Top 10 der Singlecharts ein. Am 21. Dezember 2018 wurde der Song Lelele veröffentlicht, der Rang sechs der deutschen, elf der österreichischen und fünf der Schweizer Hitparade belegte. Die dritte Auskopplung Crack, Koks, Piece Unternehmen mit Nash erschien am 4. Januar 2019 und belegte Rang 13 in Deutschland, 21 in Österreich sowie in der Schweiz Platz 32. Auch mit den drei weiteren Singles Wenn die Sonne untergeht (18. Januar 2019), Hallo Hallo (8. Februar 2019) und Fragen (22. Februar 2019) erreichten Azet und Zuna jeweils Top-10-Platzierungen in Deutschland, Österreich und in der Schweiz.
Zu allen Auskopplungen außer Crack, Koks, Piece Unternehmen wurden auch Musikvideos veröffentlicht.
Zudem stiegen alle acht weiteren Lieder nach Veröffentlichung des Albums aufgrund hoher Einzeldownloads und Streams in die Top 100 der deutschen Singlecharts ein, Kamehameha und Pam Pam erreichten zudem die Singlecharts in Österreich und in der Schweiz, wobei sich in letzteren ebenfalls Pare platzieren konnte.
Die Singles Lelele und Fragen wurden im Juli 2022 in Deutschland jeweils mit einer Goldenen Schallplatte für über 200.000 verkaufte Einheiten ausgezeichnet.

## Rezeption
| Professionelle Bewertungen | Professionelle Bewertungen |
| -------------------------- | -------------------------- |
| Kritiken                   |                            |
| Quelle                     | Bewertung                  |
| laut.de                    | [ 16 ]                     |
| Backspin                   | [ 17 ]                     |

Auf laut.de erhielt das Album zwei von möglichen fünf Punkten. Der Rezensent Moritz Fehrle meint, das durchgängige Erfolgsrezept des Albums laute „viel Refrain, viel Autotune und dazu sommerliche Beats“. So wird die exzessive Verwendung von Autotune und die „textliche Inhaltslosigkeit“ kritisiert, das größte Problem an Super Plus sei „die komplett fehlende Innovation“. Positiv wird hervorgehoben, dass das Album „erhebliches Ohrwurm-Potenzial“ aufweise, wenngleich dem Hörer „die Hooks mit der Eisenstange eingeprügelt“ würden. Zusammenfassend meint Fehrle, das Album könne als „musikalische[s] Äquivalent zu einer Piña Colada“ gesehen werden: „ziemlich klebrig und süß, für einen Sommerabend manchmal aber genau das Richtige. Wenn ich aber vierzehn hintereinander trinke, muss ich leider kotzen“. Zudem belegt das Albumcover des Tonträgers in der Liste der „hässlichsten Deutschrap-Cover“ des Jahres 2019 von laut.de Platz drei von 25. Hier wird kritisiert, das Artwork sei „das Cover gewordene Standard-Rap-Video“.
Auch Daniel Fersch von MZEE.com kritisiert die „inhaltslosen Texte“ und „bedeutungslosen Worthülsen“ des Albums. Dass es bei dem Album „einzig um den Vibe“ gehe, werde „schon beim Blick auf die Tracklist klar, die mit mäßig lyrischen Titeln wie Hallo Hallo, Pam Pam und Lelele die inhaltslosen Texte relativ gut“ widerspiegle. Super Plus bestehe aus „Beats mit ordentlich Sommerflair, Texte[n] über Drogen, Geld und Drogengeld verpackt in eingängige Autotune-Hooks zum Mitträllern“ und sei damit nach dem Palmen-aus-Plastik-Prinzip aufgebaut – bemerkenswert sei laut Fersch, „wie exakt hier altbekannte Muster anderer erfolgreicher Musiker adaptiert und in weit weniger interessanter Form umgesetzt wurden“.
Beim Hip-Hop-Magazin Backspin erreicht der Tonträger eine Durchschnitts-Redaktionswertung von 6 von 10 Punkten. Es sei ein Album, „das den bekannten Sound der KMN Gang konsequent“ bediene, „damit am Ende allerdings auch ein wenig auf der Stelle“ trete.